# Боснийско-датские отношения
Боснийско-датские отношения — двусторонние дипломатические отношения между Боснией и Герцеговиной и Данией.

## История
Дипломатические отношения были установлены 2 июня 1992 года. Во время Боснийской войны операция «Беллебанк» стала самой крупной боевой операцией датских войск с 1864 года. В конце апреля 1994 года датский контингент, несущий миротворческую службу в Боснии и Герцеговине в составе Северного батальона UNPROFOR, расположенного в Тузле, попал в засаду при попытке освободить шведский наблюдательный пункт, находившийся под сильным артиллерийским огнем бригады боснийских сербов Шековичи в деревне Калесия, но засада была разбита, когда силы ООН ответили сильным огнем. После Боснийской войны 20 000 боснийских беженцев бежали в Данию.
С 1995 года Дания оказывает поддержку Боснии и Герцеговине в рамках многих проектов. В послевоенный период датская помощь была направлена на восстановление экономики, инфраструктуры и окружающей среды. Дания также поддерживает Боснию и Герцеговину в области микрофинансирования.

## Торговля
В 2007 году экспорт Дании в Боснию составил 14,2 млн евро, а боснийский экспорт — 4,1 млн евро.

## Дипломатические представительства
У Боснии и Герцеговины есть посольство в Копенгагене. У Дании было посольство в Сараеве, но сейчас королевство в Боснии представляет посол Дании в Сербии, а в Сараево работает датское генеральное консульство.